# Leichenschmaus
Ein Leichenschmaus (lateinisch epulum funebre) ist das gemeinschaftliche Essen der Trauergäste im Anschluss an eine Beerdigung, das von der Familie des Verstorbenen ausgerichtet wird, oft auch aus dem Erbe des Verstorbenen bezahlt wird. Diese weltweit vorkommende Sitte war bereits in vorgeschichtlicher Zeit bekannt und ist das im interkulturellen Vergleich am weitesten verbreitete Ritual bei Begräbnissen.
Weitere deutsche Bezeichnungen sind Beerdigungskaffee, Flannerts, Leidessen, Traueressen oder Leidmahl, Leichenmahl, im Rhein-Ruhrgebiet Raue (vgl. auch ndl.: rouwe = trauern), im Erzgebirge Trauerbrot, Tränenbrot oder Tröster; im süddeutschen Sprachgebrauch auch Leichentrunk; im Sauerland Rüezech; im rheinischen Sprachgebrauch Reuessen; im saarländisch/pfälzischen Raum Leichenim(b)s, auch Leich(en)imbiss; in Altbayern Kremess; in Österreich Zehrung; in Ostösterreich Totenmahl; in der Schweiz: Grebt/Gräbt.

## Bedeutung
Der Leichenschmaus hat zunächst ganz praktische Gründe. Wenn Menschen zur Beerdigung teilweise von weit her anreisen, benötigen sie vor der Rückfahrt noch eine Verköstigung. Auch die Sargträger waren früher mit eingeladen.
Übergeordnet soll die Zusammenkunft den Hinterbliebenen signalisieren, dass das Leben weitergeht und der Tod nur eine Station des irdischen Lebens darstellt. Das gemeinsame Essen soll im Gedenken an den Toten stattfinden und einen zwanglosen Rahmen bieten, in dem Geschichten rund um den Toten erzählt werden können, in Ergänzung zur kirchlichen Bestattung. Das Erzählen von Geschichten und Anekdoten dient zur Auffrischung der positiven Erinnerungen an den Verstorbenen. Die dabei oft entstehende Heiterkeit kann helfen, Emotionen abzubauen und mit der Trauerarbeit zu beginnen; der Leichenschmaus kann daher helfen, Abstand vom traurigen Anlass zu gewinnen und wieder eine gewisse Normalität zu erreichen. Gegenseitige Rücksichtnahme auf die unterschiedlichen Bedürfnisse der Anwesenden ist dabei wichtig. Denn während manche „schon wieder lachen“ können, stößt dies gerade bei engeren Verwandten manchmal auf Ablehnung.
In frühen Formen des Leichenschmauses wurden mit Gewürzen bestreute Gebildbrote verzehrt, um böse Geister abzuwehren. In Oberösterreich wird traditionell eine Totensemmel serviert; eine große mit Anis bestreute Semmel, die zu gekochtem Rindfleisch gereicht wird.
Es handelt sich beim Leichenschmaus um ein Übergangsritual bzw. um ein Integrationsritual. Die Hinterbliebenen werden nicht allein gelassen, sondern sind weiter bzw. wieder Teil ihrer sozialen Gemeinschaft.

## Geschichte
Im Grab des vor mehr als 2700 Jahren gestorbenen König Midas in der heutigen Türkei fanden Archäologinnen Überreste eines festlichen Banketts aus Lamm- oder Ziegeneintopf, das zu Ehren des verstorbenen Herrschers abgehalten wurde.
Im antiken Rom wünschte man mit einem gemeinsamen Mahl dem Verstorbenen nochmal alles Gute. Es stellte das letzte große Essen vor einer neuntägigen Fastenzeit für die Trauernden dar. Mit der Christianisierung des Römischen Reiches wurde auch die Tradition des Totenmahls adaptiert. Die trauernden Menschen brachten Wein und Essen direkt zu den Gräbern. Die Feierlichkeiten auf dem Friedhof sollen zu regelrechten Gelagen ausgeartet sein. Es wurden Kapellen gebaut, um das Mahl in einen religiösen Kontext zu betten – und die feiernde Meute weg von den Gräbern zu bringen.